# ایریدومایرمسین
ایریدومایرمسین (به انگلیسی: Iridomyrmecin) یک ترکیب شیمیایی با شناسه پاب‌کم ۴۴۲۴۲۷ است. 